# FM Towns Marty
L'FM Towns Marty (エフエムタウンズマーティー?, Efu Emu Taunzu Mātī) è una console di gioco commercializzata nel 1993 da parte di Fujitsu, esclusivamente per il mercato giapponese. Fu la prima console di gioco casalinga a 32-bit, equipaggiata con un drive per CD-ROM e un drive per floppy disk. Era basato sul precedente computer FM Towns che Fujitsu aveva commercializzato nel 1989. Il Marty usa gli stessi supporti ed è retrocompatibile con i vecchi giochi del computer FM Towns, ma spesso non compatibile con quelli più nuovi. Il sistema non fu un successo commerciale.

## Storia
La console fu annunciata il 16 febbraio e pubblicata il 20 febbraio 1993 sul mercato giapponese.
Malgrado avesse un ottimo hardware per supportare i giochi, sia l'FM Towns che l'FM Towns Marty vendettero poco in Giappone. Erano costosi e l'hardware era sviluppato ad hoc (custom) e quindi l'espandibilità non era così semplice come per i computer con DOS/V (cloni giapponesi dell'IBM PC con DOS o Microsoft Windows giapponese). La serie di computer PC-98 di NEC già dominava in Giappone quando uscì l'FM Towns Marty, rendendo difficile che quest'ultimo diventasse popolare prima che l'invasione del DOS/V prendesse il controllo del mercato. Questo accadde malgrado le rivoluzionarie caratteristiche come il CD-ROM bootabile e un sistema operativo con interfaccia grafica a colori presenti sull'FM Towns PC, precedendo il CD bootabile di Windows 95b della Microsoft di 7 anni.
Il prezzo iniziale del Marty di 99.800 yen era evidentemente superiore a quello delle tipiche console, eppure il sistema non aveva tutte le funzionalità dei PC concorrenti, che costavano da 100.000 yen in su.
Il Marty finì anche per essere meno funzionale dei computer FM Towns stessi, in particolare in quanto dotato di uscita solo S-Video e di processore di classe 386, mentre gli FM Towns avevano già iniziato a montare i 486. Inoltre, mentre i PC continuavano a evolvere, la console era praticamente non espandibile.
Malgrado esistesse una retrocompatibilità con la maggior parte dei giochi più vecchi dell'FM Towns PC, problemi di compatibilità afflissero il Marty quando furono messi in commercio nuovi titoli sviluppati con in mente l'FM Towns; questo limitò ulteriormente il suo potenziale come reale "versione console" del FM Towns PC. Il Marty aveva la sua fetta di giochi compatibili "Marty", ma non furono sufficienti a rafforzare la sua posizione di nicchia tra console di gioco e personal computer.
Alla fine del 1993 la console aveva venduto solo 45.000 unità.
Quando Fujitsu mise in commercio la versione Marty 2 nel 1994, abbassò il prezzo a 66.000 yen, ma era comunque più di quanto costassero le potenti console Sega Saturn e PlayStation, e non c'erano migliorie nell'hardware, perciò la linea rimase comunque un insuccesso. Questo portò alla creazione della cosiddetta "Legge di Marty" (マーティーの法則) delle aziende giapponesi: se non continui a offrire qualcosa di nuovo da vendere, non incrementerai mai le vendite.
Il collezionismo della console oggi è raro e costoso a causa dei bassi volumi di vendita storici.

## Specifiche tecniche
CPU: processore 386SX a 32-bit di AMD, a 16 MHz
Grafica:
- Risoluzione: da 352x232 fino a 640x480
- tavolozza di 32768 colori - 256 contemporaneamente a video
- fino a 1024 sprite, con dimensioni 16 x 16

Il Marty ha solamente un'uscita video composita o S-Video; non sono possibili altri tipi di connessione. Dal momento che i giochi dell'FM Towns erano tutti in modalità VGA, la console ha la capacità di abbassare la frequenza di scan a 15 kHz per mostrare le immagini su una normale televisione.
Sonoro:
- 6 canali FM
- 8 canali PCM

RAM: 2 MB
Supporti di memoria:
- CD-ROM, a velocità singola (1x)
- floppy disk 3,5" HD interno

I floppy disk dovevano essere formattati a 1,2MB (come per i PC98). Questo si fa attraverso l'interfaccia grafica del BIOS. Il drive dei floppy non supporta lo standard di formattazione dei dischi da 3,5" nel formato da 1,44M o 720k. Perché un PC sia compatibile con i floppy dell'FM Towns Marty, questo deve avere un drive per floppy, BIOS e OS che supportino il "Modo 3". Ci sono in commercio drive per floppy disk USB che supportano il "Modo 3".
Connessioni:
- Porta PCMCIA di tipo 1

Lo slot delle carte IC compatibile con le carte di tipo 1 PCMCIA, comprendeva carte SRAM con batteria incorporata (accessibili dal menu del BIOS) che potevano essere mappate con una lettera di drive per essere usate come fossero un piccolo disco. Fujitsu mise in vendita ufficialmente un modem da 2400bps PCMCIA (FMM-CM301) per l'FM Towns Marty. Questo modem era venduto insieme a uno speciale TCMarty che dispone anche di una porta per stampanti. Mentre è generalmente creduto che lo slot per carte IC possa essere usato per espandere la RAM, questo non è possibile.
Controller:
- Gamepad con croce direzionale a 4 direzioni, 2 bottoni di fuoco, "select" (seleziona), e "run" (vai)
- 2 porte per controller standard
- porta per tastiera
- possibilità di usare il mouse, utile per i giochi di avventura stile PC[2]

Il connettore per il controller è un DB-9, chiamato "Atari Type" in Giappone perché è fondamentalmente lo stesso connettore dell'Atari 2600. I bottoni Start e Select presenti sul Towns sono equivalenti a schiacciare destra e sinistra o su e giù nel medesimo istante.  Fu commercializzato da Fujitsu un controller con sei bottoni per poter giocare con Street Fighter II della Capcom. Capcom commercializzò un adattatore per il loro joystick 'CPS Fighter' che lo rendeva compatibile con l'FM Towns/Marty e con lo Sharp X68000.

## Varianti
Nel 1994 venne commercializzata una nuova versione della console chiamata FM Towns Marty 2.  Era caratterizzata da un case di colore grigio più scuro e da un prezzo più basso (66.000 yen); a parte questo è identico al primo Marty.  Vi era la comune credenza che l'FM Towns Marty 2 avrebbe usufruito di miglioramenti analoghi a quelli del computer FM Towns 2 rispetto all'FM Towns, tra cui un più veloce processore 486; tale credenza si mostrò poi infondata.
Oltre a questa versione, c'era anche l'FM Towns Car Marty, concepito per essere installato sulle automobili. È stato proposto in due modelli: l'MVP-1 (commercializzato nell'aprile 1994) e l'MVP-10 (commercializzato a novembre 1994). L'unica differenza tra l'MVP-1 e l'MVP-10 è la meccanica del drive. È stato ipotizzato che l'MVP-10 fu introdotto dal momento che l'MVP-1 era facilmente soggetto a guasti. Un accessorio opzionale disponibile per i possessori dell'FM Towns Car Marty era il GPS, venduto successivamente con un monitor video, e con la possibilità di salvare percorsi e informazioni grazie al lettore floppy opzionale.

## Videogiochi
L'FM Towns Marty fu pubblicizzato come pienamente compatibile con i videogiochi per computer FM Towns esistenti, tuttavia non andò sempre così. Dei circa 700 giochi pubblicati complessivamente per FM Towns, solo 250 circa sono del tutto compatibili con la console.
La compatibilità con l'una o l'altra macchina dipende in particolare dai requisiti di sistema, che nei giochi per computer sono variabili e col tempo tendevano a diventare sempre più elevati, mentre la console rimaneva indietro; ad esempio Super Street Fighter II per FM Towns richiede un computer con almeno 4 MB di RAM, per cui non può funzionare sulla console che era ferma a 2 MB.
Comunque uscivano giochi dichiaratamente compatibili con la console, in particolare la console beneficiò di alcune conversioni di arcade decisamente notevoli.
Tuttavia la maggior parte dei titoli derivavano da giochi per PC occidentali, com'era prevedibile dato che l'architettura è basata su PC. Tra i principali produttori c'erano Origin, LucasArts e Psygnosis, i cui titoli potevano non incontrare i gusti giapponesi. In patria, produttori come CSK, Ving e Capcom pubblicavano conversioni di arcade giapponesi, ma non in grande numero. Aziende più rinomate nel campo dei giochi per computer, come Koei e Falcom, preferivano concentrarsi sul più venduto PC-98.
Secondo la rivista Retro Gamer, i migliori giochi per Towns Marty sono Tatsujin-Ou (anche noto come Truxton II), Splatterhouse (spesso considerato la killer application del Marty) e Ultima VI.